# Paradoxostoma kauaiense
Paradoxostoma kauaiense is een mosselkreeftjessoort uit de familie van de Paradoxostomatidae. De wetenschappelijke naam van de soort is voor het eerst geldig gepubliceerd in 1991 door Hartmann.